# Centroleptes
Centroleptes is een geslacht van hooiwagens uit de familie Gonyleptidae.
De wetenschappelijke naam Centroleptes is voor het eerst geldig gepubliceerd door Roewer in 1943. 

## Soorten
Centroleptes is monotypisch en omvat slechts de volgende soort:
- Centroleptes flavus